# 채 (성씨)
채(蔡, .

## 나라, 거북 채 蔡
채(蔡)씨는 주무왕의 동생 채숙에 연원을 두며 채(蔡) 나라에서 계출되었다. 발상지는 하남성 상채(上蔡)현이며, 세거지는 산동성 정도(定陶)현, 절강성 반안(磐安)현이다. 인물로는 중국 후한(後漢) 때 발명가 채륜(蔡倫, 50년 ~ 121년), 후한(後漢)의 문인 채옹(蔡邕, 132년 ~ 192년) 등이 있다.
채(蔡)씨는 2015년 대한민국 통계청 인구조사에서 131,557명으로 조사되어, 한국 성씨 인구 51위이다. 본관은 평강(平康), 인천(仁川), 광주(光州), 음성(陰城) 등 16본이 있다.
- 평강 채씨(平康 蔡氏) 시조 채송년(蔡松年)은 고려 고종 때 금자광록대부(金紫光祿大夫)로 문하시랑평장사(門下侍郞平章事)를 지냈다. 채송년의 묘는 강원도 평강군 유진면에 있다. 채송년의 장남 평강군(平康君) 채정(蔡楨)은 중서시랑평장사(中書侍郞平章事), 차남 채자화(蔡子華)는 문하시랑평장사(門下侍郞平章事)에 오르는 등 증손 대에 이르기까지 고려에서 8명의 정승을 배출하였다. 조선시대에는 문과 급제자 45명을 배출하였다.[1] 채제공(蔡濟恭)이 조선 정조조에 영의정에 올랐다. 2015년 인구는 84,877명이다.

- 인천 채씨(仁川 蔡氏) 시조 채선무(蔡先茂)는 고려 중엽 동지추밀원사(同知樞密院使)를 지냈다. 인천 채씨는 조선시대 문과 급제자 21명을 배출하였다.[2] 14세손 채수(蔡壽, 1449년 ~ 1515년)가 1469년(예종 1) 문과에 장원 급제하여 충청도관찰사, 호조참판 등을 지내고 중종반정공신으로 인천군(仁川君)에 봉군되었다. 2015년 인구는 43,387명이다.

- 광주 채씨(光州 蔡氏) 시조 채순희(蔡順禧)는 1187년(명종 17년) 조원정(曹元正)의 난이 일어나자 국왕을 호종하는 공을 세워 1197년(신종 즉위년) 추밀원부사(樞密院副使)가 되었고, 정2품 재상직인 평장사(平章事)까지 올랐다. 2000년 인구는 418명이다.

- 음성 채씨(陰城 蔡氏) 시조 채충(蔡冲)은 고려시대에 중랑장(中郞將)을 지냈다. 고려 현종 때 채충순(蔡忠順)이 1027년 문하시랑평장사(門下侍郎平章事)에 오르고, 채정(蔡靖)은 1217년(고종 4년) 추밀원부사(樞密院副使)가 되었다. 2000년 인구는 248명이다.

## 나물 채 菜
중국의 채(菜)씨는 허난성에서 계출된 성씨이다.
채(菜)씨는 2015년 대한민국 통계청 인구조사에서 186명으로 조사되었다.
- 영양 채씨(英陽 菜氏)의 시조 채성룡(菜成龍)의 원래 성은 지씨(池氏)인데 조선 명종 때 문과에 급제하여 소윤과 이조참의를 역임한 후 임진왜란 때 공을 세워 영양군과 채씨 성을 하사받았고 한다. 채성룡은 울진 지씨 지서룡(池瑞龍)과 형제라고 기록되어 있다.

- 진주 채씨는 1930년도 국세조사에서 당시 경상남도 통영군에 살던 채순목(菜淳木) 1가구가 나타났다. 그는 전라남도에서 이주해왔다고 한다.

## 풍채 채 采
중국의 채(采)씨는 한족과 선비족이 주로 사용한다.
채(采)씨는 2015년 대한민국 통계청 인구조사에서 14명으로 조사되었다. 본관은 여산 단본이다.
- 여산 채씨(礪山 采氏)는 1930년 국세조사 때 전라남도 광주 누문동에 채봉희(采奉熙) 1가구가 살고 있었는데 여산 송씨(礪山 宋氏)를 잘못 신고한 것으로 밝혀졌다.

## 같이 보기
- 蔡姓